# All-China Women's Federation
All-China Women's Federation (ACWF), är en kinesisk kvinnorättsorganisation, grundad 24 mars 1949. Det grundades under namnet All-China Democratic Women's Foundation, men bytte namn till All-China Women's Federation (ACWF) år 1957. Det är förbundet med Communist Women's International och
Kvinnornas Demokratiska Världsförbund. 
ACWF är förbundet med Kinas kommunistiska parti. Dess syfte är att verka för kvinnors rättigheter genom att föra fram kommunistpartiets politik kring kvinnor och jämlikhet, skydda kvinnors rättigheter i regeringen, motverka traditionella roller och involvera dem i den sociala revolutionen och därmed höja deras status i samhället. 
Vid dess grundande var Kinas kvinnorörelse splittrad, och ACWF:s uppgift var att bli ledare för kvinnorörelsen i Kina, och förespråka och genomföra de radikala förändringar i kvinnors ställning som genomfördes efter kommunisternas maktövertagande.